# Kouhani
Kouhani är en ort i Komorerna.   Den ligger i distriktet Grande Comore, i den nordvästra delen av landet, 21 km nordost om huvudstaden Moroni. Kouhani ligger 201 meter över havet och antalet invånare är 432. Den ligger på ön Grande Comore.
Terrängen runt Kouhani är varierad. Havet är nära Kouhani österut.  Närmaste större samhälle är Mbéni, 7,4 km norr om Kouhani. 